# Национальный стадион (Баирики)

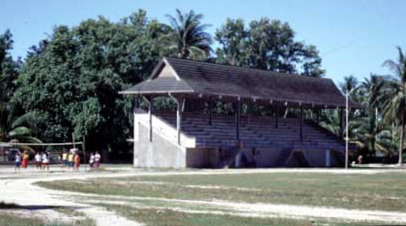
Главная трибуна с традиционной крышей Манеаба

Национальный стадион (англ. Bairiki National Stadium) — футбольный стадион, расположенный в Кирибати.

## Описание
Стадион расположен в Баирики, одном из муниципалитетов Южной Таравы, столицы Кирибати. Его официальное название — Стадион Рубена К. Уатиоа (англ. National Reuben K. Uatioa Stadium), которое он получил в честь Рубена Уатиоа. Вместимость составляет около 2500 человек. Главная и единственная трибуна имеет типичную и традиционную крышу манеаба. Вокруг поля расположены беговые дорожки.
Является домашней ареной сборной Кирибати по футболу. Несмотря на это, он никогда не использовался для проведения международных матчей, потому что Кирибати никогда не проводила международные футбольные матчи дома. Причина в покрытии поля, которое преимущественно состоит из песка, а трава присутствует только по его периметру, тогда как согласно правилам вся поверхность должна быть покрыта травой.
Песчаная поверхность стадиона также является фактором, который пока не позволяет Кирибати стать официальным членом ФИФА. 
В настоящее время[когда?]

 стадион перестраивается, чтобы сделать его соответствующим стандартам ФИФА. Планируется, что перепланировка будет проведена в 3 этапа.